# Православие в Германия
Православие изповядват около 2 милиона души в Германия (или около 2.4 % от населението на страната), което я прави третата по големина християнска деноминация в Германия след католицизма и евангелската църква в страната.

## Юрисдикции
Източноправославни църкви
- Антиохийска патриаршия
  - Гръцки православна епархия за Западна и Централна Европа, (със седалище в Париж): 20 000 вярващи, 13 енории, 9 свещеници
- Българска православна църква – Българска патриаршия
  - Българска източноправославна епархия в Западна и Средна Европа: 130 000 вярващи (2017), 4 енории, 1 митрополит, 5 свещеници
- Вселенска патриаршия
  - Гръцка православна митрополия на Германия: 450 000 вярващи, 70 енории и над 150 места за поклонение, 1 митрополит, 3 епископа, 65 свещеници
  - Архиепископия на православните руски църкви в Западна Европа (със седалище в Париж): 100 вярващи, 1 свещеник
  - Украинска православна епархия на Западна Европа (със седалище в Лондон): 3600 вярващи, 6 свещеници
- Грузинска православна църква
  - Западноевропейска епархия на Грузинската православна църква: 30 000 вярващи, 3 енории, 1 свещеник
- Румънска православна църква
  - Румънска православна епархия за Германия, Централна и Северна Европа: 400 000 вярващи, 66 енории, 1 митрополит, 1 помощен епископ, 72 свещеници
- Руска православна църква
  - Берлинска епархия на Руската православна църква: 250 000 вярващи, 42 енории, 2 архиепископа, 33 свещеници
  - Руска православна църква зад граница: Берлинска и Германска епархия (със седалище в Мюнхен)
- Сръбска православна църква
  - Сръбска православна епархия за Дюселдорф и цяла Германия: 300 000 вярващи, 33 енории, 1 епископ, 36 свещеници

Нехалкедонски църкви
- Арменска апостолическа църква: Кьолнска епархия, 1 архиепископ
- Еритрейска православна църква
- Етиопска православна църква
- Коптска православна църква
- Сирийска православна църква

Епархии на неканонични православни църкви
- Македонска православна църква – Охридска архиепископия
- Православна църква на Украйна
- Църква на истинските православни християни на Гърция
- Руска православна църква извън страната, Кьолн – Порз
- Сирийска православна църква на Европа